# جودا هیرش کوآستل
جودا هیرش کوآستل (انگلیسی: Juda Hirsch Quastel؛ زاده ۲ اکتبر ۱۸۹۹ درگذشته ۱۵ اکتبر ۱۹۸۷) یک زیست‌شناس بود.